# Анфилов, Глеб Иосафович
Глеб Иосафович Анфилов (1886—1938) — русский поэт.

## Биография
Родился 24 апреля 1886 года в Остороленке Ломжинской губернии в семье полковника. В 1906 году с отличием окончил Воронежский кадетский корпус, затем — Александровское военное училище в Москве; подпоручик инженерных войск в запасе.
В 1909—1913 годах учился на юридическом факультете Московского университета, окончив его с дипломом первой степени и золотой медалью. В студенческие годы работал в кооперации.
В 1914—1916 годах воевал на фронтах Первой мировой войны — поручик сапёрного батальона; был награждён двумя орденами Св Станислава и орденом Св. Анны. С 1918 года работал в кооперации в Харькове. В 1920—1921 годах воевал добровольцем в Красной армии на Украине, на Кавказском фронте. Затем работал в Центросоюзе в Москве, занимался книгоиздательством. Летом 1927 года был арестован и приговорён к 3 годам ссылки в Северный край; благодаря ходатайству Н. Накорякова высылка не состоялась. Позднее работал в Наркомвнешторге, в Комитете по делам печати при Совнаркоме, в Партиздате.
21 февраля 1935 года в Москве был арестован. Особым совещанием осуждён на 5 лет, этапирован в Забайкалье, на станцию Ксеньевская Бамлага. В заключении работал плановиком-экономистом на строительстве; был редактором лагерного журнала, писал стихи. Позже был переведён на общие работы. По официальным данным, умер в заключении 21 июня 1938 года; обстоятельства и место смерти не известны. В 1957 году посмертно реабилитирован.

### Семья
Отец — Иосаф Измайлович Анфилов, военный, из потомственных дворян Курской губернии, герой обороны Севастополя.
Мать — Елизавета Дмитриевна Романовская.
Брат — Борис Иосафович Анфилов (1882—1941), военный, кавалер ордена св. Георгия 4-й ст., военный комиссар Временного правительства, после Октябрьской революции — архивист, архивовед.
- племянник — Глеб Борисович Анфилов (1923—1971), журналист, популяризатор науки, автор научно-фантастических рассказов.

## Творчество
Стихи писал с детства. За стихотворение «Тинос» в 1914 г. получил первую премию на конкурсе имени Надсона. Несколько стихотворений были опубликованы в журнале «Современник» (1915).
После Октябрьской революции стихи его не публиковались; одна из двух толстых тетрадей стихов, изъятых при аресте, в дальнейшем пропала.

### Избранные публикации
поэзия
- Анфилов Г. И. «Курок заржавленный чернеет строже…» / Публикация И. Г. Анфилова // Наше Наследие : иллюстрир. культурно-ист. журн.. — 1990. — № 14. — С. 85—88. (12 стихотворений 1913—1933 гг.).

по книгоиздательству
- Анфилов Г. И. Как торговать книгами в деревне : Советы и указания сел. кооперативам. — М.: Центрсоюз, 1925. — 34 с.
- Анфилов Г. И. Книга, журнал и газета в 1932/33 г. — [М.]: издательство ЦК СРП «Работник просвещения», 1930. — 16 с. — (Библиотека копейка / Под ред. А. П. Шохина ; № 4-5. Культурная пятилетка в массы).
- Анфилов Г. И. Сельская книготорговля : (Руководство для книжных работников деревни). — М.: Центросоюз, 1927. — 140 с.
- Анфилов Г. И., Кремер А. А. Книготорговая сеть СССР в 1925-26 г. — М.: Работник просвещения, 1929. — 48 с. — (Книгоиздательское и книготорговое дело СССР в 1926 г.; Вып. 3).
- Анфилов Г. И., Кремер А. А. Книготорговая сеть СССР в 1926-27 г. — М.: Работник просвещения, 1929. — 40 с. — (Книгоиздательское и книготорговое дело СССР в 1927 году; Вып. 6).